# 2005 en journalisme
Cet article présente les faits marquants de l'année 2005 en journalisme.

## Évènements
- 5 janvier : prise en otage à Bagdad de la journaliste Florence Aubenas et de son fixeur, Hussein Hanoun al-Saadi. Ils seront libérés 5 mois plus tard, le 11 juin 2005.
- 30 septembre : Publication de caricatures de Mahomet dans le quotidien danois Jyllands-Posten[1].